# Guido di Castelfidardo
Guido di Castelfidardo  (né à   Castelfidardo, Lucques  ou Pise, et mort en  1145) est un cardinal   du XIIe siècle. Il est le fils de  Ugo de Castro Ficeclo.

## Biographie
Guido est minister altaris  à la basilique du Latran.
Le pape Innocent II le crée cardinal-diacre  lors d'un consistoire de 1140.
De 1142 à 1144  Guido est légat du pape  en Bohême et en Moravie pour l'amélioration de la discipline et la réconciliation entre la Bohême et la Moravie.   Arnoldo de Brescia  fait aussi partie de la légation.
Guido di Castlefidardo participe aux élections de 1143 (élection de Célestin II), de 1144  (élection de Lucius II)  et de  1145 (élection d'Eugène III).